# Megachile resinifera
Megachile resinifera là một loài Hymenoptera trong họ Megachilidae. Loài này được Meade-Waldo mô tả khoa học năm 1915.